# Bonjour Anne
Pour plus de détails, voir Fiche technique et Distribution.

Bonjour Anne (Paris Can Wait) est un film américain et britannique réalisé par Eleanor Coppola et sorti en 2016.

## Synopsis
Michael, un cinéaste américain, et son épouse Anne sont à Cannes. Elle devrait l'accompagner à Budapest sur un projet, mais souffre d'une oreille et redoute l'avion. Jacques, associé de son mari, propose de la conduire à Paris puisqu'il doit s'y rendre, où Michael la rejoindra. Michael, encore que peu confiant dans le respect d'un Français pour la femme d'autrui, la lui confie.
La Sainte-Victoire, le pont du Gard, l'institut Lumière et les bouchons lyonnais, Vézelay : Jacques trouve toutes les raisons de faire des haltes dans les meilleurs restaurants, les meilleurs hôtels, les plus beaux sites, où il traite royalement sa passagère... avec la carte bancaire de celle-ci, ayant un souci avec la sienne, en promettant de la rembourser après leur arrivée. « Paris peut attendre », lui répond-il lorsqu'Anne commence à s'impatienter. De plus, Michael lui apprend qu'il doit d'abord régler une affaire imprévue avant de la rejoindre à Paris. Arrivés la nuit à Paris, Jacques dit à Anne qu'il s'est promis de l'y conduire sans rien faire d'autre que lui tenir la main, et qu'il a tenu parole.
Mais un peu plus tard, on sonne à la porte d'Anne...

## Fiche technique
- Titre original : Paris Can Wait
- Réalisation : Eleanor Coppola
- Scénario : Eleanor Coppola
- Production : Lifetime Films, American Zoetrope, Corner Piece Capital
- Photographie : Crystel Fournier
- Musique : Laura Karpman
- Montage : Glen Scantlebury
- Durée : 92 minutes
- Dates de sortie : 
  - Canada : 12 septembre 2016 (Festival international du film de Toronto)
  - États-Unis : 15 octobre 2016 Festival)
  - États-Unis : 12 mai 2017

## Distribution
- Diane Lane (VF : Martine Irzenski) : Anne Lockwood
- Arnaud Viard : Jacques Clement
- Alec Baldwin : Michael Lockwood
- Élise Tielrooy : Martine
- Élodie Navarre (VF : Audrey Sourdive) : Carole (voix)
- Serge Onteniente : Mechanic
- Pierre Cuq : Philippe
- Cédric Monnet : gardien du musée des Tissus (Lyon)
- Aurore Clément : concierge

## Autour du film
- Même en convenant que « Paris peut attendre », le parcours réel de Jacques et Anne est étrangement chaotique : Cannes, le pont du Gard, retour sur la côte d'Azur, Semur-en-Auxois, retour à Lyon...

## Critiques
Pour LaPresse.ca, le film est un « interminable road movie ». Pour Le Devoir, la réalisatrice « Eleanor Coppola ne pouvait offrir plus belle lettre d’amour à la France ».